# トンブクトゥ州
トンブクトゥ州（トンブクトゥしゅう、フランス語: Région de Tombouctou）は、マリ共和国の州。ティンブクトゥ州（Timbuktu）とも呼ばれる。州都はトンブクトゥ。1977年の創設以来マリでもっとも広い州であったが、タウデニ州の独立によって面積が縮小した。面積は20万6千平方キロメートル、人口は約97万人（2022年国勢調査）。

## 歴史
1977年7月12日、ガオ州から分離、創設された。
2011年12月14日、国民議会でトンブクトゥ州北部にタウデニ州を創設する法案が採択され、面積が縮小した。ただし実際にタウデニ州が始動したのは、タウデニ州の州知事が就任した2016年であった。
2012年4月6日にマリ反政府勢力アザワド解放民族運動(MNLA)が一方的に独立宣言したアザワド（国際的に未承認）の一部分を構成していたが、現在アザワドは事実上崩壊しており、イスラム軍事組織アンサル・ディーンの支配下にある。

## 地理
トンブクトゥ州はマリ北部に位置し、北をタウデニ州、東をキダル州とガオ州、南東をブルキナファソ、南をドゥエンツァ州とモプティ州、南西をごくわずかにセグー州、西をモーリタニアと接する。
トンブクトゥ州の州域の北部はサハラ砂漠であり、南部のニジェール川流域に人口は集中している。

## 行政区画

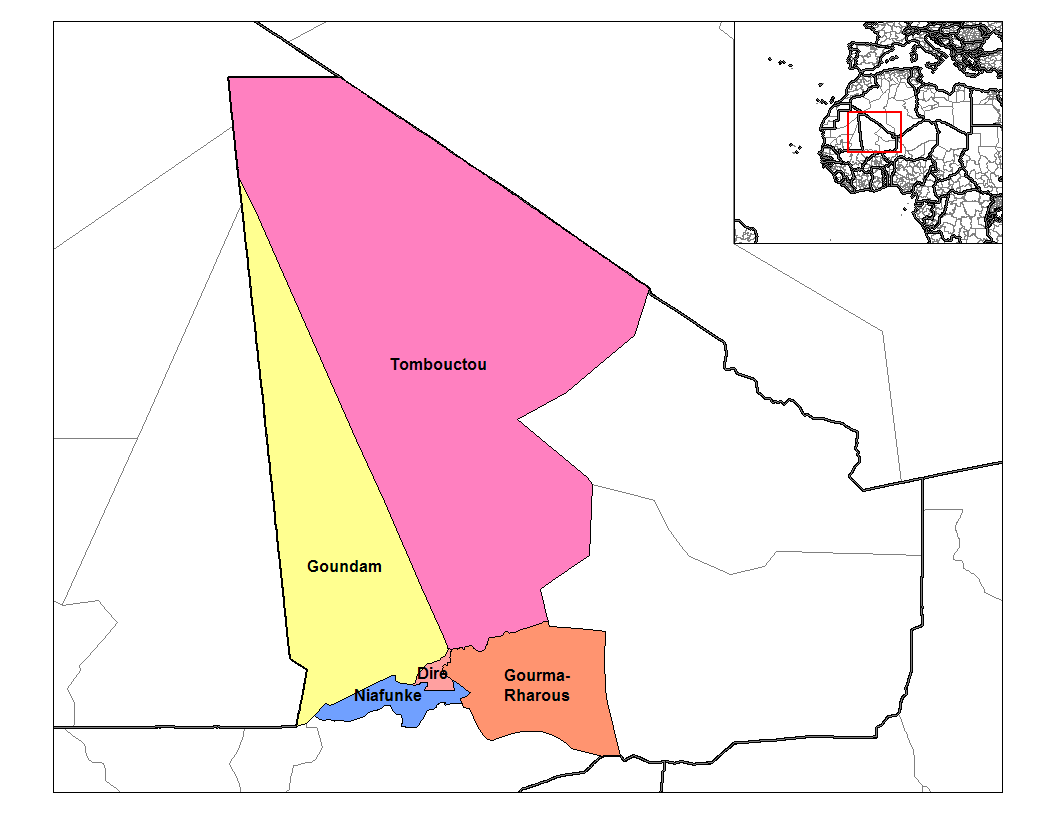
2012年以前のトンブクトゥ州の圏

2023年2月以降、トンブクトゥ州は13つの圏（Circle）に分かれている。圏の下は34郡、53コミューン、1,220村・フラクスィオン・カルティエの順に細分化されている。
1. トンブクトゥ圏（Tombouctou）
2. グンダム圏（Goundam）
3. ディレ圏（Diré）
4. ニアフンケ圏（Niafunké）
5. グルマ＝ラロー圏（Gourma-Rharous）
6. バンタグーグー圏（Bintagougou）
7. サラフェレ圏（Saraféré）
8. バンバラ＝マウーデ圏（Bambara-Maoudé）
9. レレー（Léré）
10. ゴシ圏（Gossi）
11. トンカ圏（Tonka）
12. ベール圏（Ber）
13. ガルガンド圏（Gargando）

2012年から2023年までは5圏に分かれていた。タウデニ州分離前も同名の5圏に分けられていたが、範囲が異なる。
1. ニアフンケ圏 --- ニアフンケ（英語版）
2. ディレ圏 --- ディレ（英語版）
3. グンダム圏 --- グンダム（英語版）、エスーク（英語版）
4. トンブクトゥ圏 --- トンブクトゥ、テガーザ
5. グルマ＝ラロー圏 --- グルマ＝ラロー（英語版）